# Franz Sterzl
Franz Sterzl, född 8 februari 1908, var en friidrottare från Österrike. Han deltog vid olympiska sommarspelen 1936.